# Sagala
Sagala (em grego clássico: Σάγαλα; romaniz.: Ságala), Sangala (em grego clássico: Σάγγαλα; romaniz.: Sángala) ou Sacala (em sânscrito: साकला; romaniz.: Sakala) foi uma cidade da Índia Antiga, a predecessora da moderna Sialcote, que se situava no que é hoje a província paquistanesa no Punjabe. Anteriormente ela foi identificada com a moderna Laore.

## Destruição por Alexandre

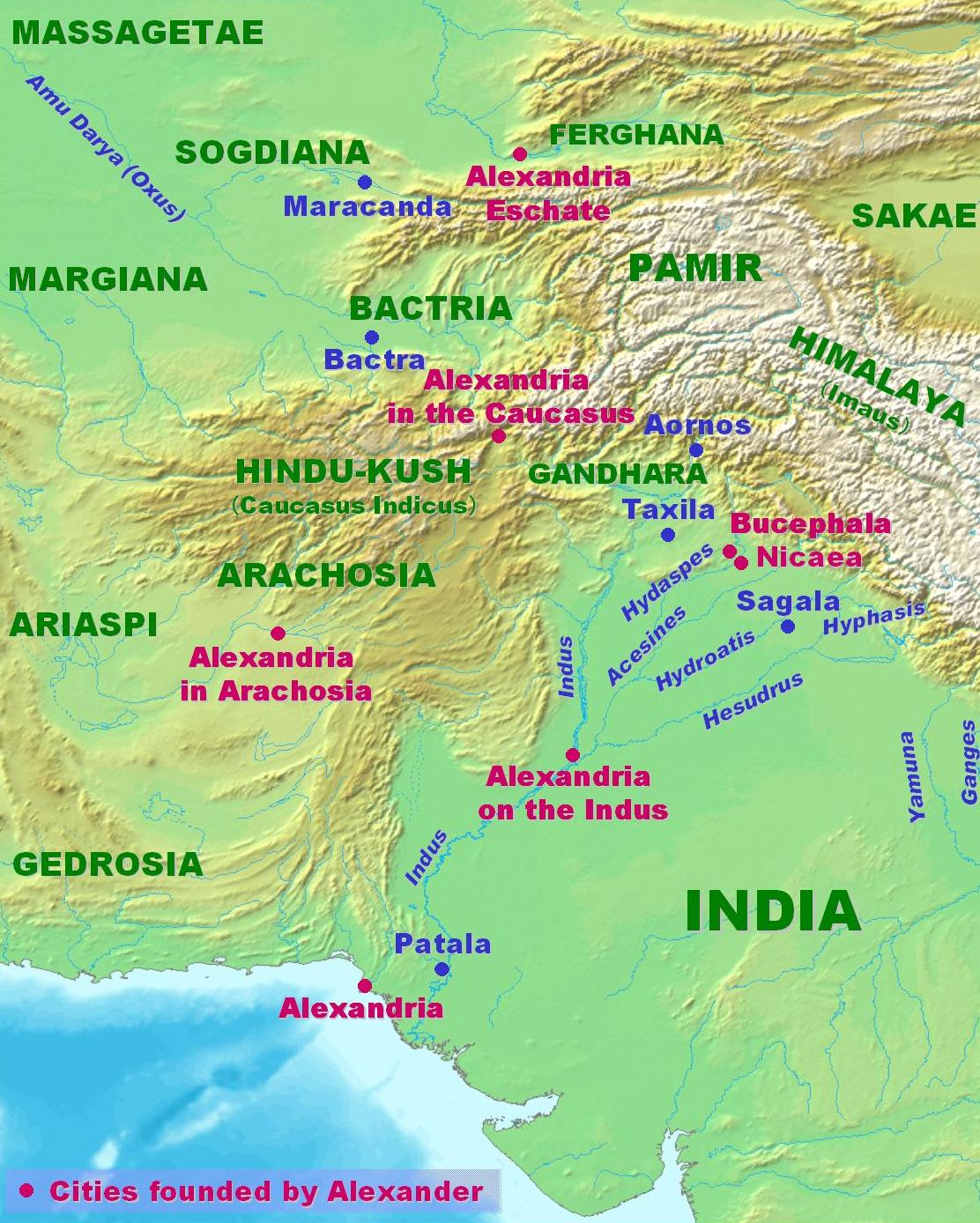
Sagala está no leste de Punjabe, próximo ao limite extremo oriental das campanhas de Alexandre na Ásia

A cidade aparece nos relatos das conquistas de Alexandre, o Grande das províncias orientais da Pérsia, na Ásia. Após cruzar o Ravi, Alexandre, acompanhado por Poro (Raja Puru) com elefantes e 5.000 tropas locais, sitiou Sagala; a cidade foi arrasada, e muitos dos seus habitantes foram mortos:
"Os cateanos (...) tinham uma forte cidade (...) chamada Sagala. (...) No dia seguinte, Alexandre descansou as suas tropas, e, no terceiro dia, avançou em Sagala, onde os cateanos e os vizinhos que juntaram-se a eles estavam em ordem de batalha. (...) Nesse ponto, Poro chegou, trazendo consigo o resto dos elefantes e umas cinco mil de suas tropas. (...) Alexandre retornou a Sagala, arrasou a cidade e anexou-a ao seu território. Sagala foi reconstruída e estabelecida como posto fronteiriço, e incorporada ao vasto império de Alexandre. Foi o posto fronteiriço mais a leste estabelecido por Alexandre e, por muito tempo, um centro de influência helenística.". Arriano, Anabasis Alexandri, V.22-24.

## Período sunga
Logo após ter derrotado o Império Máuria, acredita-se tradicionalmente que Pusiamitra Sunga expandiu o seu território até Sagala. De acordo com o Asokavadana no século II:
"Então, o rei Pusiamitra equipou um exército, e, com a intenção de destruir o Budismo, foi para Kukkutarama. (...) Ali, Pusiamitra destruiu o sangharama, matou os monges e partiu.
Após algum tempo, ele voltou a Sakala e proclamou que daria uma recompensa de cem dinaras para quem quer que lhe trouxesse a cabeça de um monge budista.". Asokavadana, 133, trad. para o inglês John Strong.

## Período indo-grego
Sagala foi usada como capital pelo rei greco-bactriano (alternativamente indo-grego ou greco-indiano) Milinda, durante o seu reinado, entre 160 e 135 a.C.
Em contraste com outros governos imperialistas, relatos literários sugerem que os gregos e a população local de cidades como Sagala viviam em relativa harmonia, com alguns dos residentes locais adotando as responsabilidades da cidadania grega - e, mais surpreendente ainda, gregos se convertendo ao budismo e adotando as tradições locais.
Mas as melhores descrições de Sagala vêm do Milinda Panha, um diálogo entre o rei Menandro e o monge budista Nagasena. Historiadores como Sir Tarn acreditam que esse documento tenha sido escrito uns 100 anos após o governo de Menandro, o que é um dos testemunhos mais duradouros da produtividade e benevolência do seu governo, o que tornou mais aceita a teoria mais moderna de que ele era visto como um Chakravartin - Rei da Roda, em sânscrito.
No Milinda Panha, a cidade é descrita da seguinte forma:
"Existe, no país dos yonakas (gregos), um grande centro de comércio, uma cidade que é chamada de Sâgala, situada em um encantador país, montanhoso e com boa água, abundante em parques e jardins e bosques e lagos e tanques, um paraíso de rios e montanhas e florestas. Sábios arquitetos a projetaram, e o seu povo não conhece a opressão, visto que todos os seus inimigos e adversários foram derrotados. Brava em sua defesa, com muitas e fortes torres e fortificações, com soberbos portões e arcadas; e com a cidadela real no seu centro, com muros brancos e circundada com fossos. Bem traçadas são as suas ruas, praças, encruzilhadas, e mercados. Bem mostrados são os inúmeros tipos de mercadorias caras com as quais as lojas são enchidas. É esplêndida com centenas de milhares de magníficas mansões, que elevam-se nas alturas como os picos das montanhas do Himalaia. As suas ruas estão cheias de elefantes, cavalos, carruagens e pedestres, frequentadas por grupos de lindos homens e belas mulheres, e repletas de homens de todos os tipos e condições, brâmanes, nobres, artífices, e servos. Ressoam os seus gritos de boas vindas aos professores de todos os credos, e a cidade é o lugar mais frequentado pelos líderes de cada uma das diferentes seitas. Existem lojas para vender roupas de variados tipos; e doces aromas são exalados dos bazares, onde todos os tipos de flores e perfumes estão dispostos. Jóias existem aos montes, como desejam os homens, e comerciantes em todo o tipo de decoração vistosa mostram os seus bens nos bazares. Tão cheia é a cidade de dinheiro, e ouro e prata, e cobre e pedra, que é uma mina de tesouros deslumbrantes. E existem muitas coisas de valor nos armazéns-comidas e bebidas de todos os tipos, xaropes e gulodices de toda sorte. Em riqueza, rivaliza com Uttara-kuru, e em glória é como Âlakamandâ, a cidade dos deuses.". (As Perguntas do Rei Milinda, tradução para o inglês por T. W. Rhys Davids, 1890).